# Jeff Dean
Jeffrey Adgate "Jeff" Dean (nacido el 23 de julio de 1968) es un científico informático e ingeniero de software estadounidense. Es actualmente el líder de Google AI, la división de inteligencia artificial de Google.

## Educación
Dean recibió una licenciatura, summa cum laude, de la Universidad de Minnesota en Ciencias& de la Computación y Economía en 1990. Recibió un Ph.D. En Ciencias de la Computación de la Universidad de Washington, trabajando junto a Craig Chambers en compiladores y técnicas de optimización de programa completos para lenguajes de programación orientados a objetos en 1996. Fue elegido miembro de la Academia Nacional de Ingeniería en 2009, la cual reconoció su trabajo en "la ciencia y la ingeniería de sistemas informáticos distribuidos a  gran escala. "

## Carrera
Antes de unirse Google, Dean trabajó en el  Laboratorio de Búsqueda Occidental de DEC/Compaq, donde  trabajó en  herramientas, creación de perfiles, arquitectura de microprocesadores y recuperación de información. Gran parte de su trabajo fue completado en cercana colaboración  con Sanjay Ghemawat. Antes de la universidad, trabajó en el Programa Global de la Organización Mundial de la Salud en AYUDAS, desarrollando software para modelado estático y  la previsión de la pandemia del  VIH/SIDA.
Dean se unió Google a mediados de 1999, y es actualmente el director de su división de Inteligencia Artificial. Mientras estuvo Google, diseñó e implementó gran parte de sistemas publicitarios, rastreo, indexación y servicio de consultas de la compañía, junto con varias piezas de la infraestructura de la informática distribuida que oculta la mayoría de los productos de Google. En varias ocasiones, también ha trabajado  en la mejora de la calidad de búsqueda, la traducción automática estadística, y varias herramientas de desarrollo de software interno y ha tenido una implicación significativa en el proceso de contratación de ingenieros.
Los proyectos en los que Dean ha trabajado abarcan:
- Spanner, una base de datos escalable, de múltiples versiones,  globalmente distribuida, y replicada simultaneamente.
- Parte del diseño de sistema de la producción y del sistema de traducción automática estadística para Google Traduce
- BigTable, un sistema a gran escala de almacenamiento semiestructurado[3]
- MapReduce, un sistema para aplicaciones de procesamiento de datos a gran escala[3]
- LevelDB, un almacén de clave-valor en disco de código abierto
- DistBelief, un sistema pde aprendizaje automático patentado para redes neuronales profundas que finalmente se refactorizó en TensorFlow
- TensorFlow, una biblioteca de software de aprendizaje automático de código abierto[3]

Fue uno de los primeros miembros Google Brain,  un equipo que estudia redes neuronales artificiales a grna escala, y que ha  dirigido los esfuerzos de Inteligencia Artificial desde que se disgregaron de la Google Search
Dean fue objeto de controversia cuándo el investigador de ética en inteligencia artificial Timnit Gebru desafió el proceso de revisión de la búsqueda de Google, lo que finalmente llevó a su salida de la compañía. Dean respondió publicando una carta sobre el enfoque de Google al proceso de investigación que fue objeto de más críticas y controversias.

## Filantropía
Dean y su mujer, Heidi Tolva, fundaron la Hopeer-Dean Foundation y empezaron a otorgar subvenciones filantrópicas en 2011. En 2016, la fundación dio $2 millones cada uno a UC Berkeley, Instituto de Massachusetts de Tecnología, Universidad de Washington, Stanford Universidad, y Carnegie Mellon Universidad para apoyar programas que promuevan la diversidad en la ciencia, tecnología, ingeniería, y matemática (CTIM).

## Vida personal
Dean está casado y tiene dos hijas.

## Premios y honores
- Elegido miembro de la Academia Nacional de Ingeniería (2009)
- Socio de la Asociación para Computar Maquinaria (2009)
- Premio de la  ACM-Infosys Foundation(2012)[16]
- Premio ACM SIGOPS Mark Weiser (2007)[17]
- Miembro de la Academia americana de Artes y Ciencias (2016)[18]

Es ampliamente reconocido dentro de la empresa de Google y en el campo general de Informática para sus múltiples contribuciones a este campo.

## Libros
Dean fue entrevistado para el libro de 2018 Architects of Intelligence: The Truth About AI from the People Building it  por el futurista americano  Martin Ford.

## Publicaciones importantes
- Jeffrey Dean y Sanjay Ghemawat. 2004. MapReduce: procesamiento de datos simplificado en grandes conglomerados. OSDI'04: sexto simposio sobre diseño e implementaciones de sistemas operativos  (diciembre de 2004)
- Fay Chang, Jeff Dean, Sanjay Ghemawat, Wilson C. Hsieh, Deborah Un. Wallach, Mike Madrigueras, Tushar Chandra, Andrew Fikes, y Rober E. Gruber. 2006. Bigtable: Un Sistema de Almacenamiento Distribuido para Dato Estructurado. OSDI'06: 7.º Simposio encima Diseño de Sistema operativo e Implementación (octubre 2006)